# Maior Gheorghe Șonțu (vedetă torpiloare)

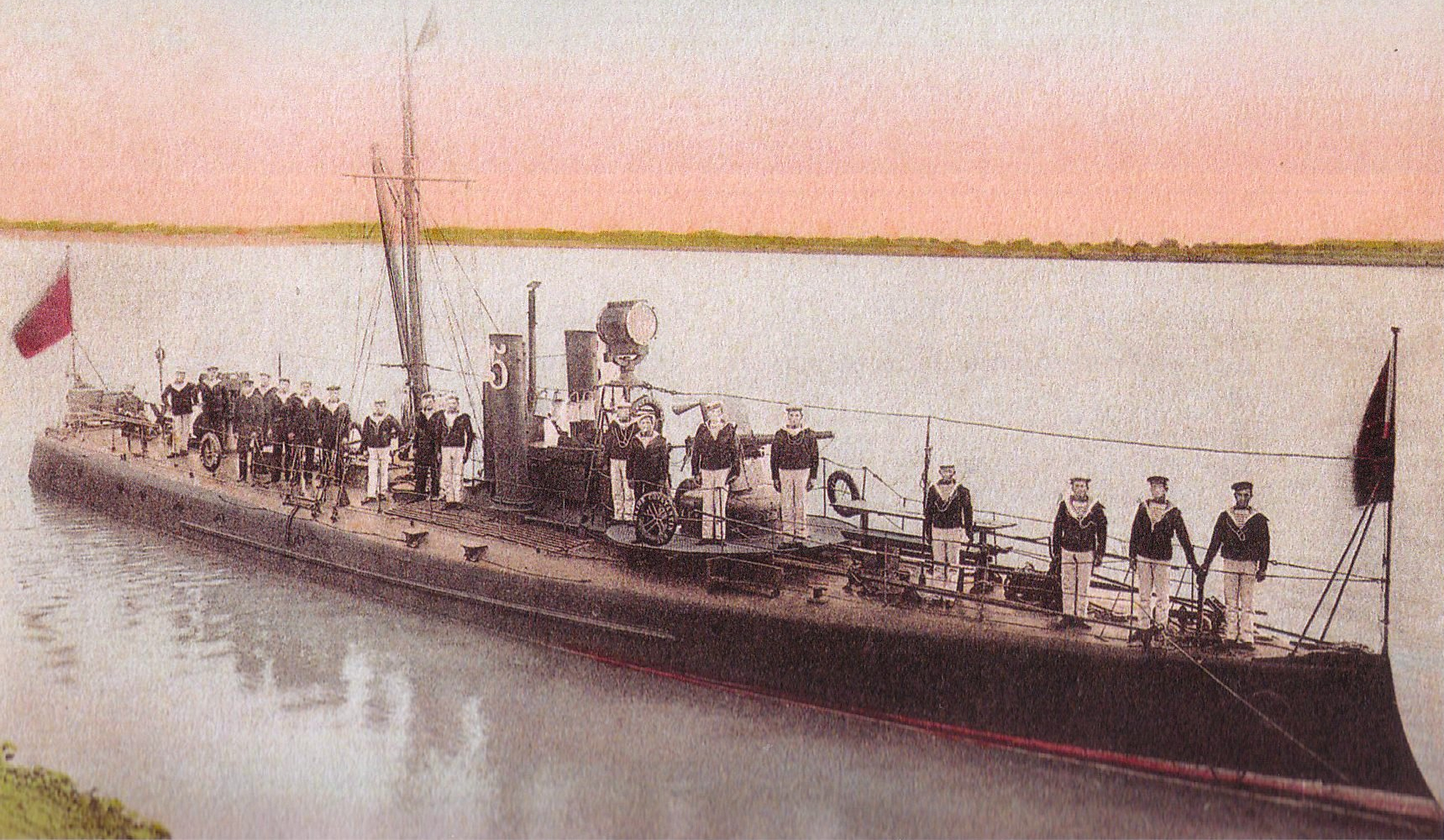
Vedeta torpiloare Nr. 5 Maior Gheorghe Șonțu la Galați

Maior Gheorghe Șonțu a fost o vedetă torpiloare fluvială din clasa „Căpitan Nicolae Lascăr Bogdan”, aflată în înzestrarea marinei militare române, din perioada Primului Război Mondial.

## Date tehnice
A făcut parte - alături de vedetele torpiloare Căpitan Nicolae Lascăr Bogdan, Căpitan Mihail Romano, Maior Dimitrie Giurescu, Maior Constantin Ene, Maior Nicolae Grigore Ioan, Locotenent Dimitrie Călinescu și Căpitan Walter Mărăcineanu - dintr-o serie de opt nave similare, comandate de statul român la șantierele navale „Thames Iron Works & Shipbuilding Co.” din Londra, în perioada 1907-1908.
Nava avea un deplasament de 51 tone, fiind înzestrată cu un tun de 47 mm Skoda, o mitralieră Maxim de 6,5 mm și două lansatoare de torpile. 

## Participarea la operații

### Primul Război Mondial
La declararea mobilizării din 1916, vedeta torpiloare Maior Gheorghe Șonțu era comandată de locotenentul Gheorghe Dumitrescu . 
În perioada participării României la Primul Război Mondial, nava a participat la operațiuniel Flotilei de Dunăre executând misiuni de sprijin a forțelor pe timpul Bătăliei de la Turtucaia și a  a acțiunilor militare din Dobrogea.
În partea a doua a campaniei nava a participat la misiunile de apărare a Deltei Dunării.